# Benadduce Benadduci
Benadduce Benadduci (Tolentino, 1601 – Bologna, 1643) è stato un magistrato italiano.

## Biografia
Nobile marchigiano, nacque nel 1601 a Tolentino da Asdrubale e dalla nobile Livia Rutiloni. Dopo gli studi a Fermo, si dedicò all'amministrazione della giustizia divenendo nell'ordine Governatore di Toscanella, di Monte Podio, Commissario in Anticoli e Lucca, Commissario e Provveditore delle Grascie nelle province di Campagna e Marittima, Luogotenente criminale a Ferrara ed infine Uditore del Torrone di Bologna.
Il suo carteggio, conservato nell'archivio della famiglia Benadduci, mostra contatti con personaggi autorevoli ed illustri del tempo come i cardinali Giulio Cesare Sacchetti  e Francesco Barberini, nipote di Urbano VIII, conosciuto in gioventù durante gli anni trascorsi all'Università di Fermo.
Amante delle belle arti, il Benadduci acquistò numerosi dipinti da Guido Reni e dal Guercino, tra cui il quadro della Visione di Sant'Anna (1640), posto nella cappella gentilizia nella Basilica di San Nicola a Tolentino. Ad oggi Benadduce Benadduci risulta uno dei principali committenti dei due famosi pittori emiliani.
Morì prematuramente a 42 anni a Bologna e fu sepolto nella basilica di San Martino Maggiore, dove nel chiostro sta un epitaffio scritto dall'amico Alessandro Argoli.